# 湯德宗
湯德宗（1956年7月12日—），台灣法律學者，卸任司法院大法官，現任東吳大學法學院法律學系講座教授、臺灣大學社會科學院 政治學系兼任教授。前中央研究院法律學研究所特聘研究員。曾任中央研究院法律學研究所籌備處主任，該所正式成立後任該所特聘研究員兼第一任所長、國立台灣大學國家發展研究所法律組合聘教授。
2011年3月31日獲總統馬英九提名為司法院大法官，並於2011年6月14日獲得立法院同意任命。
2019年大法官卸任後，東吳大學禮聘為講座教授，前任大法官黃虹霞讚賞表示「東吳撿到一塊寶」。

## 研究領域
- 憲法
- 環境法
- 行政法

## 著作節選

### 期刊發表
- Environment and Trade Issues in the 2002 Resources Recycling and Reuse Act of Taiwan, in NEW CHALLENGES FOR SUSTAINABLE DEVELOPMENT IN MILLENNIA 251~278 (Chung-hua Institute for Economic Research, UN NGO Policy Series No. 3: August 2003).
- Chapter14: Taiwan, in ENVIRONMENT LAW AND ENFORCEMENT IN THE ASIA-PACIFIC RIM 435~486 (Sweet & Maxwell: 2002).

### 專書
- 《美國環境法論集》，(台北：1990年，初版)
- 《權力分立新論》(台北：2000，增訂二版)
- 〈第十六章：行政程序法〉，輯於翁岳生編，《行政法》頁787～958 (台北：2000，二版)
- 《行政程序法論》(台北：2005，二版)
- 《權力分立新論‧卷一，憲法結構與動態平衡》(台北：2005，初版）
- 《權力分立新論‧卷二，違憲審查與動態平衡》(台北：2005，初版）
- 《對話憲法‧憲法對話上冊》(台北：2011，修訂二版）
- 《對話憲法‧憲法對話下冊》(台北：2012，修訂二版）
- 《釋憲學思心路：湯大法官德宗意見書心法尋繹(上中下冊)》(台北：2025，初版)

## 外部連結
- 中央研究院法律學研究所 湯德宗研究員 （页面存档备份，存于）
- 國立臺灣大學國家發展研究所
- 司法院大法官 湯大法官德宗 （页面存档备份，存于）
- Youtube大法官講堂_湯德宗教授 （页面存档备份，存于）